# 堂本元次
堂本 元次（どうもと もとつぐ、1923年〈大正12年〉4月9日 - 2010年〈平成22年〉1月4日）は、京都市出身の日本画家。本名は塩谷 元次。
日本画家堂本印象の長兄、堂本寒星の養子。

## 略歴
- 1943年（昭和18年） - 京都市立絵画専門学校（現：京都市立芸術大学）日本画科卒業後、学徒出陣で出征
- 1945年（昭和20年） - 広島で被爆
- 1947年（昭和22年） - 第3回日展で「石庭」が初入選
- 1951年（昭和26年） - 叔父・堂本印象の画塾、東丘社に所属
- 1963年（昭和38年） - 日展会員となる
- 1977年（昭和52年） - 日中文化交流使節団の一員として訪中
- 2010年（平成22年） - 動脈瘤破裂により死去、86歳

## 受賞
- 1960年（昭和35年） - 第3回日展菊華賞
- 1982年（昭和57年） - 第14回日展内閣総理大臣賞「土匂う」
- 1987年（昭和62年） - 日本芸術院賞[1]「懸空寺」。京都市文化功労者。
- 1997年（平成9年） - 京都府文化賞特別功労賞
- 2000年（平成12年） - 京都美術文化賞